# Cirrhilabrus lanceolatus
Cirrhilabrus lanceolatus är en fiskart som beskrevs av Randall och Masuda, 1991. Cirrhilabrus lanceolatus ingår i släktet Cirrhilabrus och familjen läppfiskar. IUCN kategoriserar arten globalt som livskraftig. Inga underarter finns listade i Catalogue of Life.